# Complete Control
Singles de The Clash
Remote Control
(1977) Clash City Rockers
(1978)
Pistes de The Clash  (version US)
Remote Control
(3) White Riot
(5)
Complete Control est une chanson du groupe de punk rock britannique The Clash, parue en 1977 sur la version américaine de l'album The Clash. Sorti en single avec City of the Dead pour face B, le morceau a été enregistré aux studios Sarm East, de Whitechapel à Londres.

## Thème
La chanson est souvent citée comme une des plus grandes du punk. Elle traite de façon enflammée des compagnies de disque et de l'industrie en général ainsi que de l'état du punk lui-même. L'inspiration de la chanson provient de la colère du groupe envers CBS Records qui sortit le single Remote Control en 1977 sans demander l'accord des membres.
La chanson fait aussi référence aux managers de l'époque qui cherchaient à contrôler leurs groupes, à l'instar de Bernie Rhodes avec les Clash et Malcolm McLaren avec les Sex Pistols. Le titre est d'ailleurs inspiré de la volonté de Bernie Rhodes de « tout maîtriser » dans le groupe.

## Production
Le titre est mixé par Mickey Foote et produit par Lee "Scratch" Perry.
Dès 1977, Lee Perry est rapidement intéressé par le mouvement punk. Ayant entendu parler du groupe grâce à sa reprise du succès de Junior Murvin Police and Thieves dont il est le coauteur, il décide de mettre une peinture du groupe sur les murs de son studio Black Ark en Jamaïque, évènement rare pour des artistes blancs.
À l'automne 1977, lorsque les membres de The Clash apprennent que Perry est à Londres pour produire Bob Marley & the Wailers (période pendant laquelle ils écrivent la chanson Punk Reggae Party), ils l'invitent à produire leur single.
Pendant les sessions d'enregistrement, Lee Perry mixe beaucoup le morceau pour essayer d'obtenir de la basse de Paul Simonon un son plus profond. Il apprécie aussi le jeu de guitare de Mick Jones qu'il décrit comme exécuté avec une « poigne de fer ». Le groupe n'est néanmoins pas totalement satisfait. Les membres décident finalement de rajouter des guitares plus fortes, atténuant ainsi la sonorité reggae de la version originelle.

## Réception
Complete Control a atteint la 28e place du hit-parade, permettant ainsi à The Clash de classer un de ses singles dans le Top 30. En 1999, CBS Records a ressorti le single avec une version live de Complete Control.
En 2004, le magazine Rolling Stone a classé la chanson au rang 361 de son classement des « 500 plus grandes chansons de tous les temps ».
En 2007, la chanson est présente dans le jeu vidéo musical Rock Band.
Complete Control est également le premier morceau de l'album enregistré en concert From Here to Eternity: Live, dans une version « surpuissante ».